# Alpaida yucuma
Alpaida yucuma là một loài nhện trong họ Araneidae.
Loài này thuộc chi Alpaida. Alpaida yucuma được Herbert Walter Levi miêu tả năm 1988.